# 1993년 4월
| 1993년: 1월 · 2월 · 3월 · 4월 · 5월 · 6월 · 7월 · 8월 · 9월 · 10월 · 11월 · 12월 |

| <          | 1993년 4월 | 1993년 4월 | 1993년 4월 | 1993년 4월    | 1993년 4월 | >          |
| 일         | 월         | 화         | 수         | 목            | 금         | 토         |
|            |            |            |            | 1 3.10 임자   | 2 11 계축  | 3 12 갑인  |
| 4 13 을묘  | 5 14 병진  | 6 15 정사  | 7 16 무오  | 8 17 기미     | 9 18 경신  | 10 19 신유 |
| 11 20 임술 | 12 21 계해 | 13 22 갑자 | 14 23 을축 | 15 24 병인    | 16 25 정묘 | 17 26 무진 |
| 18 27 기사 | 19 28 경오 | 20 29 신미 | 21 30 임신 | 22 윤3.1 계유 | 23 2 갑술  | 24 3 을해  |
| 25 4 병자  | 26 5 정축  | 27 6 무인  | 28 7 기묘  | 29 8 경진     | 30 9 신사  |            |

| 편집하기 |

## 1993년4월 8일
- 마케도니아 공화국, 유엔에 가입하다.